# Aurone

Grundgerüst der Aurone (Z-Konfiguration)

Die Aurone sind eine Untergruppe sekundärer Pflanzenstoffe innerhalb der Stoffgruppe der Flavonoide. Sie leiten sich strukturell durch Derivatisierung von der ihnen zugrunde liegenden Verbindung Auron (Syn: 2-Benzyliden-3-cumaranon, 2-Benzyliden-3(2H)-Benzofuranon) ab.

## Struktur

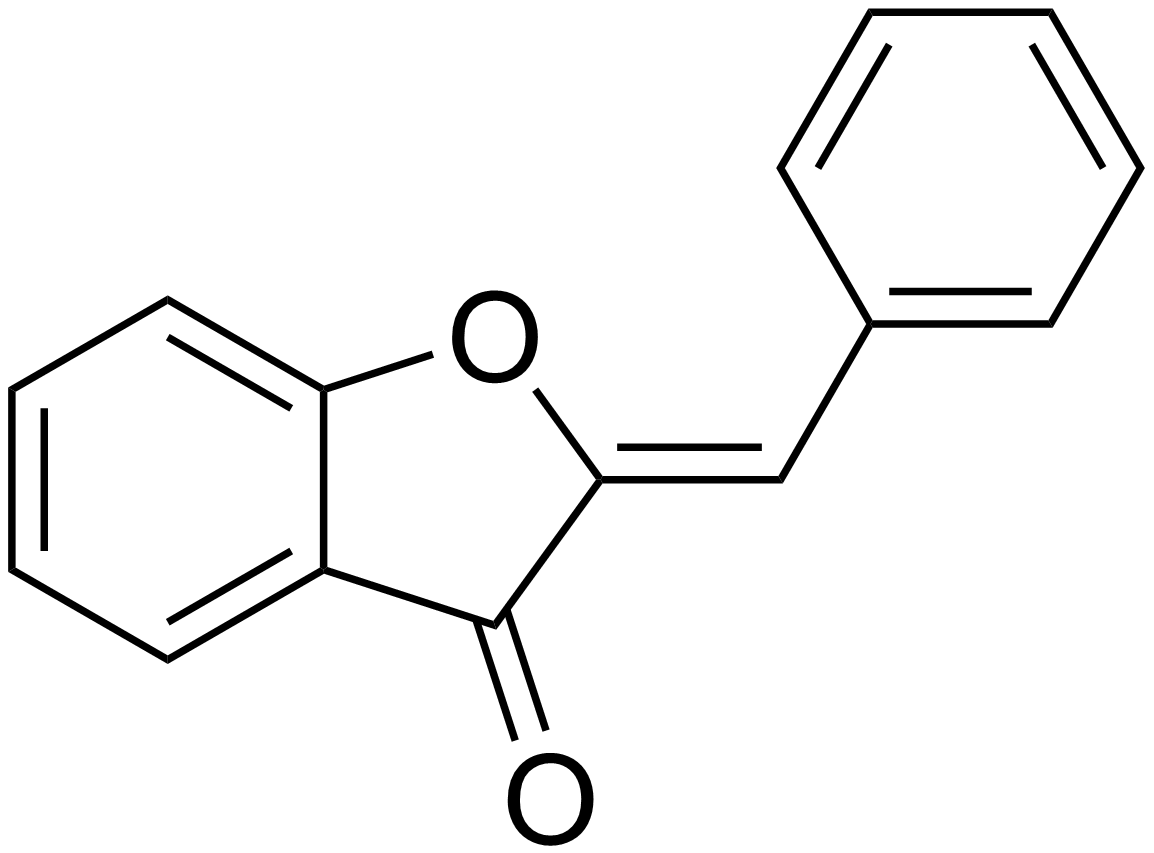
Auron mit Z-Konfiguration
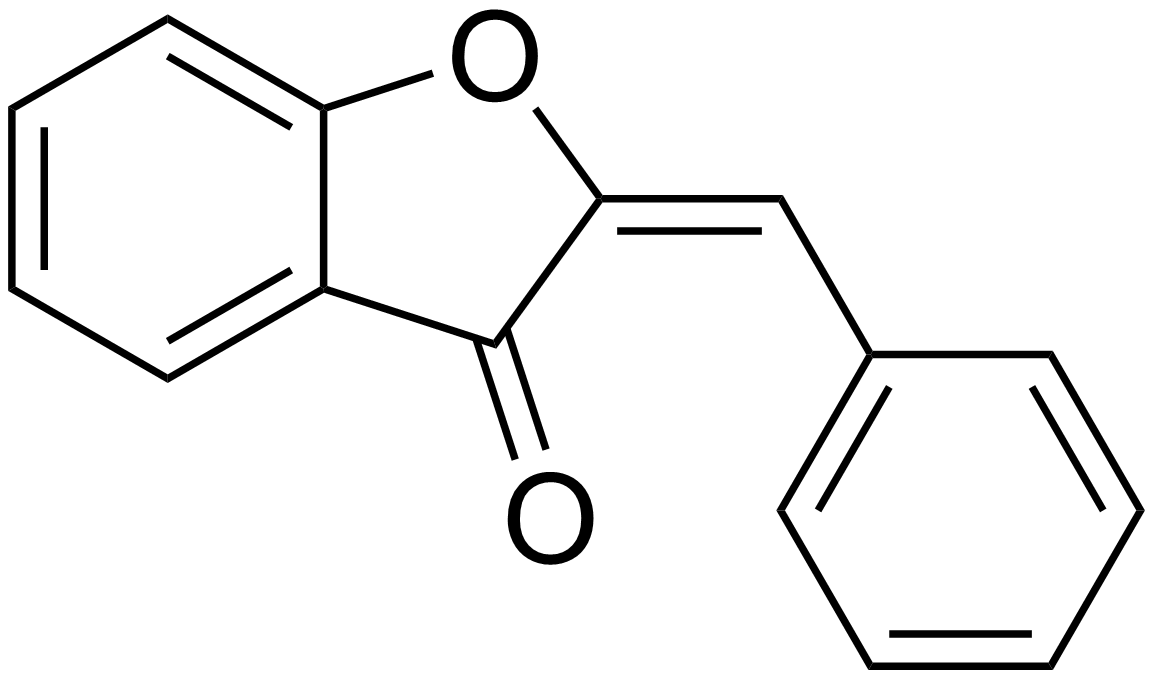
Auron mit E-Konfiguration
Flavan

Die Aurone bestehen aus einer bicyclischen 3-Cumaranon-Einheit und einer an C2 dieser Einheit gebundenen Benzyliden-Gruppe. Hinsichtlich der exocyclischen CC-Doppelbindung sind zwei Konfigurationen möglich, wobei die natürlichen Aurone fast ausschließlich die Z-Konfiguration besitzen. Innerhalb der Stoffgruppe der Flavonoide ist die 3-Cumaranon-Struktureinheit der Aurone eine Ausnahme, da sich die anderen Flavonoide mit bicyclischer Struktureinheit vom Flavan ableiten.
Der an den fünfgliedrigen, heterocyclischen Ring ankondensierte Benzolring wird als A-Ring bezeichnet und der an das nicht zur 3-Cumaranon-Einheit gehörende Kohlenstoffatom der exocyclischen C=C-Doppelbindung gebundene Phenylring wird als B-Ring bezeichnet. Die Nummerierung der Kohlenstoffatome des B-Rings entspricht der sich von der Struktur des Flavans ableitenden Flavonoide. Die Nummerierung der substituierbaren Kohlenstoffatome des A-Rings ist jeweils um eins niedriger als die Nummerierung der biosynthetisch entsprechenden Kohlenstoffatome bei den Flavonoiden vom Flavan-Typ.

Sulfuretin
Aureusidin
Leptosidin
Maritimein

## Nicht-glycosylierte Aurone
| Name | Konfig. | 4   | 5 | 6  | 7   | 2' | 3' | 4' | 5' | 6' | CAS         |
| --- | ------- | --- | - | -- | --- | -- | -- | -- | -- | -- | ----------- |
| Aureusidin | Z       | OH  | H | OH | H   | H  | OH | OH | H  | H  | 38216-54-5  |
| Auron | E,Z     | H   | H | H  | H   | H  | H  | H  | H  | H  | 582-04-7    |
| Bracteatin | Z       | OH  | H | OH | H   | H  | OH | OH | OH | H  | 3260-50-2   |
| Helmon | Z       | OH  | H | OH | OH  | H  | H  | OH | H  | H  | 160525-59-7 |
| Hispidol | Z       | H   | H | OH | H   | H  | H  | OH | H  | H  | 5786-54-9   |
| Leptosidin | Z       | H   | H | OH | OMe | H  | OH | OH | H  | H  | 486-24-8    |
| Maritimetin | Z       | H   | H | OH | OH  | H  | OH | OH | H  | H  | 576-02-3    |
| Rengasin | Z       | OMe | H | OH | H   | H  | OH | OH | H  | H  | 54826-89-0  |
| Sulfuretin | Z       | H   | H | OH | H   | H  | OH | OH | H  | H  | 120-05-8    |
| 4,4',6-Trihydroxyauron | E,Z     | OH  | H | OH | H   | H  | H  | OH | H  | H  | 25078-14-2  |
| Legende zur Tabelle In den Spalten 4–6' sind die Substituenten der jeweiligen Positionen des Auron-Grundgerüsts der Aurone angegeben: OH = Hydroxygruppe, OMe = Methoxygruppe. |         |     |   |    |     |    |    |    |    |    |             |

## Glycosylierte Aurone
| Name | Aglycon     | Konfig. | 4           | 5 | 6           | 7   | 2' | 3' | 4' | 5' | 6' | CAS      |
| --- | ----------- | ------- | ----------- | - | ----------- | --- | -- | -- | -- | -- | -- | -------- |
| Aureusin | Aureusidin  | Z       | OH          | H | Glucosyloxy | H   | H  | OH | OH | H  | H  | 633-15-8 |
| Cernuosid | Aureusidin  | Z       | Glucosyloxy | H | OH          | H   | H  | OH | OH | H  | H  | 480-69-3 |
| Leptosin | Leptosidin  | Z       | H           | H | Glucosyloxy | OMe | H  | OH | OH | H  | H  | 486-23-7 |
| Maritimein | Maritimetin | Z       | H           | H | Glucosyloxy | OH  | H  | OH | OH | H  | H  | 490-54-0 |
| Sulfurein | Sulfuretin  | Z       | H           | H | Glucosyloxy | H   | H  | OH | OH | H  | H  | 531-63-5 |
| Legende zur Tabelle In den Spalten 4–6' sind die Substituenten der jeweiligen Positionen des Auron-Grundgerüsts der glycosylierten Aurone angegeben: OH = Hydroxygruppe, OMe = Methoxygruppe, Glucosyloxy = β-D-Glucopyranosyloxy. |             |         |             |   |             |     |    |    |    |    |    |          |

## Auronole
Die Auronole sind 2-Hydroxy-2-benzylcumaranone und lassen sich formal durch Addition von Wasser an die exocyclische Doppelbindung der Aurone ableiten. Vertreter dieser Verbindungsgruppe sind z. B. Maesopsin, welches sich formal durch Addition von Wasser an 4,4',6-Trihydroxyauron ableitet und dessen 4-O-Glucosid Hovetrichosid C.

## Vorkommen
Die Aurone kommen vor allem in Pflanzenarten aus den Familien der Korbblütler, Wegerichgewächse, Sauerkleegewächse, Gesneriengewächse, Rosengewächse, Hülsenfrüchtler, Sumachgewächse, Kreuzdorngewächse und Sauergrasgewächse vor.
Bei Korbblütlern, Wegerichgewächsen, Sauerkleegewächsen, Gesneriengewächsen und Rosengewächsen kommen die gelbfarbigen Aurone als farbiger Bestandteil der Blüten vor.
Bei Korbblütlern kommen Aurone vor allem in den Triben Heliantheae und Helenieae vor. Hier finden sich vor allem die Aurone Sulfuretin und Maritimetin sowie deren Glycoside Sulfurein und Maritimein. Diese Aurone sind in Position 4 des A-Rings nicht oxygeniert, was charakteristisch für Aurone aus dieser Pflanzenfamilie ist. Das erste Auron, welches isoliert und dessen besondere Struktur erkannt wurde, war Leptosidin. Es wurde aus den Blüten von Coreopsis grandiflora, einer Pflanzenart aus der Gattung Mädchenaugen in der Familie der Korbblütler, isoliert.
In der Familie der Wegerichgewächse kommen Aurone u. a. in Arten der Gattung Löwenmäuler vor. Das Große Löwenmaul (Antirrhinum majus) enthält die Aurone Aureusidin, Aureusin und das 6-O-Glucosid von Bracteatin, welche im Gegensatz zu den typischen Auronen der Korbblütler in Position 4 des A-Rings eine Hydroxygruppe tragen.
Aurone kommen im Kernholz von Gehölzen aus den Pflanzenfamilien Hülsenfrüchtler, Sumachgewächse und Kreuzdorngewächse vor. U.a. kommt in Hülsenfrüchtlern Sulfuretin, in Sumachgewächsen Sulfuretin und Rengasin und in Kreuzdorngewächsen 4,4',6-Trihydroxyauron vor.
In Hülsenfrüchtlern wurden Aurone in nicht-verholzenden Pflanzenarten auch in Samen und Wurzeln gefunden. So enthält beispielsweise die Sojabohne (Glycine max) Hispidol und das entsprechende 6-O-Glucosid.
In Sauergräsern kommen vor allem Aureusidin und Aureusin vor. Aurone finden sich in dieser Pflanzenfamilie vor allem in Pflanzenarten der Gattungen Sumpfbinsen (Eleocharis), Schuppensimsen (Isolepis), Lepironia und Kopfried (Schoenus) sowie im Tribus Lepidosperma.

## Biosynthese
Die Aurone werden ausgehend von Chalkonen durch oxidative Bildung des fünfgliedrigen C-Rings und teilweise zusätzlich unter Einführung einer weiteren Hydroxygruppe am B-Ring gebildet. Die Reaktionen werden durch Enzyme aus der Gruppe der Polyphenoloxidasen sowie der Peroxidasen katalysiert.
Die Polyphenoloxidase Aureusidinsynthase aus dem Großen Löwenmaul (Antirrhinum majus) katalysiert beispielsweise die Bildung von Aureusidin mit zwei Hydroxylgruppen in den Positionen 3' und 4' am B-Ring ausgehend von dem am B-Ring in Position 4' mono-hydroxylierten Naringeninchalkon. Hispidolsynthasen aus der Pflanzenart Medicago truncatula aus der Gattung Schneckenklee gehören zu den Peroxidasen und katalysieren beispielsweise die Bildung von Hispidol ausgehend von dem Chalkon Isoliquiritigenin, wobei keine Einführung einer weiteren Hydroxylgruppe am mono-hydroxylierten B-Ring stattfindet.